# Timothy McLaren
Timothy "Tim" McLaren (født 24. september 1956 i Cootamundra) er en australsk tidligere roer.
McLaren var en del af den australske dobbeltfirer, der deltog i OL 1984 i Los Angeles. Bådens øvrige besætning var Paul Reedy, Gary Gullock og Anthony Lovrich. De fire australiere vandt deres indledende heat, og i finalen hentede de sølv efter at være blevet besejret med under et halvt sekund af den vesttyske båd, mens Canada tog bronzemedaljerne, under en tiendedel af et sekund efter australierne.

## OL-medaljer
- 1984:  Sølv i dobbeltfirer